# سخنرانی آسانسوری

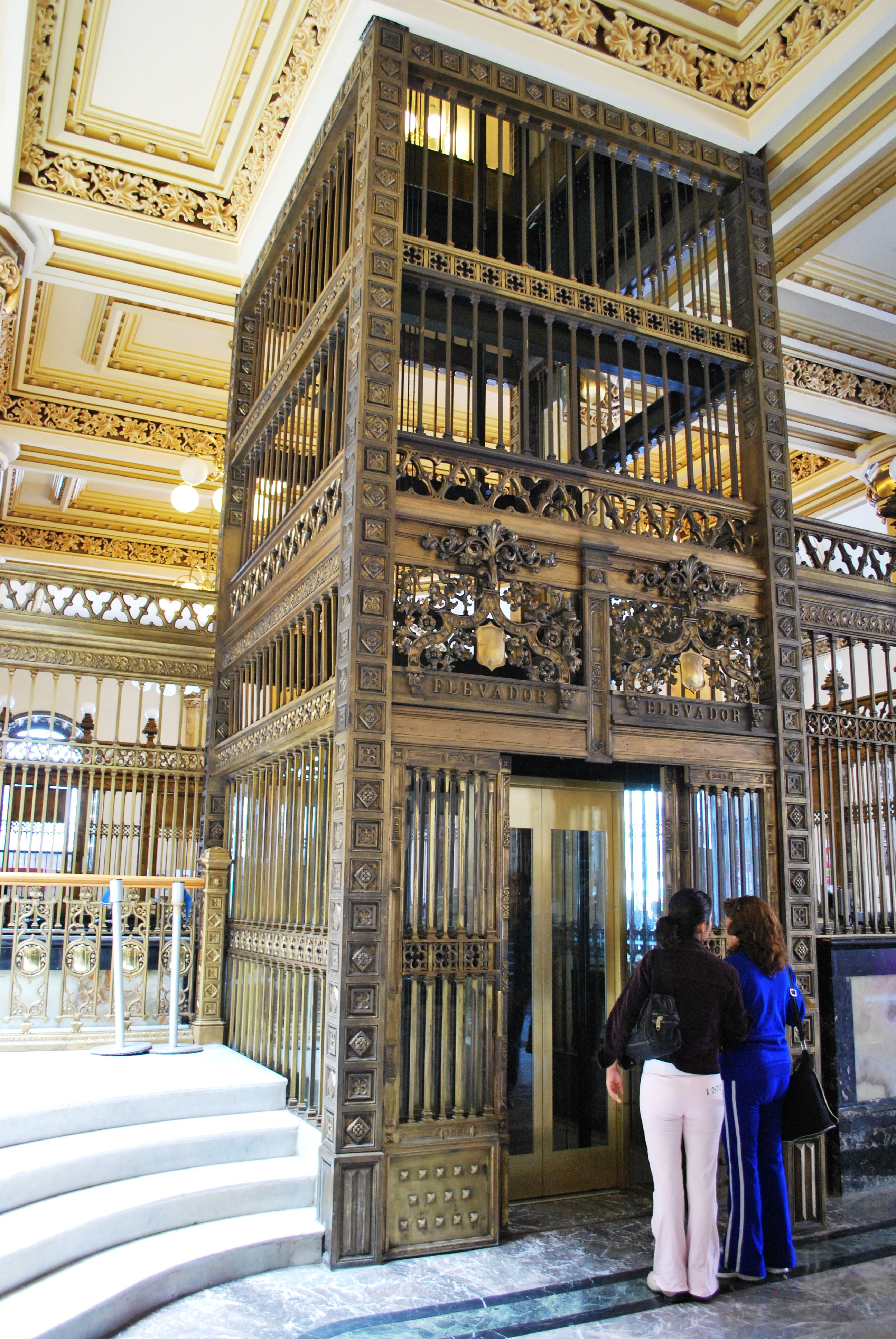
فارسی

سخنرانی آسانسوری (انگلیسی: Elevator pitch) یا معرفی آسانسوری یا معرفی سریع یا ارائه آسانسوری نمای کلی از یک ایده، محصول، سرویس، پروژه، یا راه حل بهتری برای یک مسئله است و فقط برای شروع یک گفتگو طراحی می‌شود. معرفی آسانسوری، برای جلب توجه سریع مخاطبان طراحی می‌شود تا آنها را متقاعد کنید که به آنچه می‌خواهید بگویید توجه نمایند و بخواهند بیشتر در این مورد بشنوند. معمولاً زمان برای یک سخنرانی آسانسوری را بین ۳۰ ثانیه تا ۲ دقیقه در نظر می‌گیرند.

## علت نامگذاری
روایت‌های متعددی برای دلیل نام‌گذاری این نوع ارائه وجود دارد که یکی از معتبرترین‌هایش به زمان محدود سخنران یا ایده‌پرداز اشاره دارد که به دلیل مشغله کاری مدیران اجرایی و صاحبان شرکت‌ها، زمانی برای برگزاری جلسه بازاریابان یا ایده‌پردازان ندارند و معمولاً ایده‌پردازان و بازاریابان تلاش می‌کنند در آسانسور مدت زمانی که مدیر اجرایی یا صاحب شرکت از طبقه پارکینگ یا همکف به آخرین طبقه که دفترش است می‌رود ایده‌شان را مطرح کنند.
به دلیل محدودیت زمان اینگونه ارائه تکنیک‌های خاص خود را دارد. ایده‌پرداز باید به نحوی موضوع را مطرح کند که در کمترین زمان ممکن کلیت ایده را به صورت ساده و همه فهم، مطرح کرده باشد و مخاطب جذب محصول یا ایده شود و برای دریافت جزئیات بیشتر قرار ملاقاتی با ایده‌پرداز تنظیم کند.

## ساختار
پاسخ دادن به پرسش‌های زیر جزو اصول اصلی یک معرفی آسانسوری است:
- ایده، محصول، سرویس، پروژه ذکر شده، چیست؟
- چه کسی به ایده، محصول، سرویس، پروژه ذکر شده، نیاز دارد؟
- چرا مخاطب به ایده، محصول، سرویس، پروژه ذکر شده، نیاز دارند؟

در معرفی آسانسوری، بیان جزئیات مربوط به نحوهٔ عملکرد و راه حل، به زمان دیگری موکول می‌گردد.